# Ingo Mörth

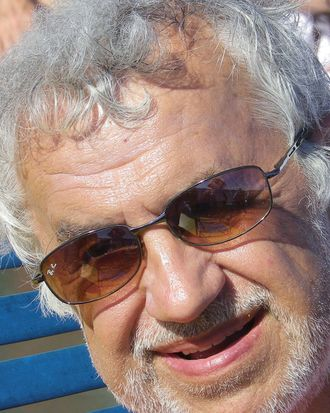
Ingo Mörth (2014)

Ingo Mörth (* 1. Mai 1949 in Grades, Gemeinde Metnitz, Kärnten) ist ein österreichischer Soziologe und Kulturtheoretiker.

## Werdegang und Wirken
Ingo Mörth studierte an der Johannes Kepler Universität Linz (JKU) Betriebswirtschaft und Soziologie, wurde dort 1977 mit Schwerpunkt Sozialphilosophie promoviert und habilitierte sich ebendort 1984 für das Fach „Allgemeine Soziologie“. Er begann seine wissenschaftliche Laufbahn 1973 als Univ.-Ass. bei Jakobus Wössner am Institut für Allgemeine Soziologie und Sozialphilosophie in Linz, und war unter anderem 1978 Gastprofessor an der Central Connecticut State University in den USA, sowie 1987–1999 auch Lehrbeauftragter an den Universitäten Wien und Salzburg. Nach der Habilitation war er Universitätsdozent und Assistenz-Professor an der JKU und dann 1999–2011 als außerordentlicher Universitätsprofessor tätig.
Neben seiner Tätigkeit am Institut für Soziologie war/ist er:
- Institutsvorstand 1998 – 2011, Institut für Kulturwirtschaft und Kulturforschung[2].
- Vorsitzender 1984–1990 des sog. „Kulturinstituts an der JKU“[3]
- Mitgründer (1984) sowie Co-Sprecher (1984–1996) der „Sektion Kulturtheorie und Kulturforschung“ der Österreichischen Gesellschaft für Soziologie[4]
- Konsulent und Projektleiter (seit 2011 bis heute) am Institut für Kulturwirtschaft und Kulturforschung der JKU[5].
- 2012–2019 war er auch Universitätslektor am Institut für Philosophie und Wissenschaftstheorie der JKU für Interdisziplinäre Kulturwissenschaft und das Doktoratsstudium Philosophie.[6]

## Arbeitsschwerpunkte und Tätigkeiten
Seine Arbeitsschwerpunkte innerhalb der Soziologie waren und sind Religionssoziologie, Soziologische Theorie, Kultursoziologie, Kunstsoziologie, Mediensoziologie, Freizeit- und Tourismusforschung sowie Bildungsforschung.
Mörth begründete, bearbeitet und betreut bis heute gemeinsam mit Gerhard Fröhlich drei umfassende Open Access Online-Projekte, nämlich die Welt-Kataloge (alle Sprachen) der Veröffentlichungen von Pierre Bourdieu, Norbert Elias und Clifford Geertz.
Schließlich hat Ingo Mörth gemeinsam mit Herwig Pöschl und anderen 1989–1998 Ausbildungen im Bereich des Kultur- und Medienmanagements entwickelt und bis 2000 auch wissenschaftlich geleitet.

### Soziologische Schwerpunkte

#### Religionssoziologie
Ingo Mörth entwickelte eine allgemeine soziologische und sozialpsychologische Feldtheorie der Religion, die religiöse Phänomene auf allen Ebenen des Sozialen (personal, interpersonal, transpersonal) zu erfassen und erklären trachtet. Religion wird in einer kulturwissenschaftlich-funktionalistischen Herangehensweise als jener Teil menschlichen Wissens und menschlicher Kultur gesehen, der mit den Grenzen der Lebenswelt und Gesellschaft (= Kontingenz) durch unwiderlegbare Überzeugungen und darauf beruhenden Ritualen und Praktiken, die auch für Individuen bedeutsam sind, umzugehen versucht. Dieser Ansatz erlaubt es auch, auf den ersten Blick nicht-religiöse Phänomene, wie Astrologie oder Science-Fiction, als dem Grunde nach religiöse Formen zu analysieren.
Mörth zeichnete auch für die damals bedeutsame erste Aktualisierung des „Handbuchs der Empirischen Sozialforschung“ (hg. René König) im Bereich Religionssoziologie (= Bd. 14) verantwortlich.

#### Soziologische Theorie als Kulturtheorie
Im Bereich der Soziologischen Theorie versucht Mörth, Gesellschaft kulturalistisch als kulturell definiertes Netzwerk zu erfassen. In diesem Kontext werden verschiedene wichtige Theoretiker innerhalb der Soziologie, Sozialphilosophie und Kulturanthropologie aufgearbeitet, sowie neu gelesen und interpretiert, wie Norbert Elias und seine Theorie der Zivilisation, Pierre Bourdieu und seine Theorien der sozialen Felder und der Kapitalsorten, sowie Clifford Geertz und seine Herangehensweise der „dichten Beschreibung“ an soziale Strukturen und Phänomene. Hier wird versucht, eine „Kultursoziologie der Moderne“ zu entwerfen, die gerade die moderne Gesellschaft als Kulturphänomen (und nicht als bloßes Wirtschaftsphänomen) begreift.

#### Kultur- und Kunstsoziologie
Innerhalb der Kultur- und Kunstsoziologie im engeren Sinne beschäftigt(e) sich Mörth vor allem mit Fragen der Kultur und Kunst und ihres Stellenwertes einerseits im städtischen Raum, die in vielfältigen und auch empirisch fundierten Forschungsprojekten im Spannungsfeld von Hochkultur und autonomer Kulturarbeit im sog. „Dritten Sektor“ angesiedelt waren und sind. Die Stadt Linz und das Bundesland Oberösterreich dienten dabei immer wieder als Untersuchungsraum. Mörth war in diesem Zusammenhang auch als wissenschaftlicher Leiter am ersten Linzer Kulturentwicklungsplan, dem sog. „Kulturversuch Linz“ beteiligt.
Hier gibt es andererseits auch Forschungen zu Kulturinitiativen und Kunstprojekten im ländlichen Raum, wie im oberen Mühlviertel am Beispiel Schwarzenberg, dem Salzkammergut als sog. „Festival-Landschaft“, sowie verschiedenen Oberösterreichische Landesausstellungen. Dabei stellten sich Kunstprojekte mit vor allem kulturtouristischer Bedeutung empirisch als starker „Dünger regionaler Kultur“ und „Attraktor kulturtouristischer Mobilität“ dar.

#### Bildungssoziologie
Innerhalb der Bildungssoziologie beziehen sich die Forschungen von Ingo Mörth vor allem auf die Benachteiligung von Kindern aus bildungsfernen Schichten und Möglichkeiten, diese zu überwinden. Hier gibt es Forschungsergebnisse insbesondere zu Bildungswegen neben bzw. nach dem mainstream (= österr. Matura im sog. Zweiten Bildungsweg), die dies beweisen. Seine Studie zu „Niedrigqualifizierten in der Weiterbildung“ zeigt hingegen, dass sog. „bildungsferne Schichten“ ihre Startnachteile auch später nur schwer durch Weiterbildung kompensieren können.
Dazu kommen Forschungen, die sich auf die Rolle der Bibliotheken als Bildungseinrichtungen in der Bildungslandschaft beziehen.

#### Tourismussoziologie
Die wesentlichen Forschungen Mörths zu Fragen der Tourismussoziologie beziehen sich einerseits empirisch auf die Wechselwirkung von Bildung und Beschäftigung in der Tourismuslandschaft OÖ., sowie andererseits kulturtheoretisch auch auf Tourismus als Phänomen des Umgangs mit dem Fremden.

#### Mediensoziologie
Forschungen Mörths zur Mediensoziologie sind vor allem hinsichtlich der Untersuchungen zu den sog. „Freien Radios“ bedeutsam. Hier wurde bei allen „Freien Radios“ und dem „Freien TV (dorf.tv)“ in OÖ. empirisch durch repräsentative Befragung aller Bewohner im Einzugsbereich erhoben, welche Erfahrungen, Rahmenbedingungen und Programmpräferenzen bestehen und weiterzuentwickeln sind.

## Veröffentlichungen (Auswahl)
Ingo Mörth hat bisher 50 Bücher und monographische Forschungsberichte sowie mehr als 180 Artikel in wissenschaftlichen Zeitschriften oder Sammelbänden veröffentlicht. Hier wird eine Auswahl von 50 Publikationen aus diesen 230 Publikationen dargestellt, um die Bandbreite der Themen und die verschiedenen Sprachen abzubilden, die das Schaffen von Ingo Mörth kennzeichnen.

### Bücher und Forschungsberichte
- (mit Alexander Vojvoda, Michaela Gusenbauer, Otto Tremetzberger) Der dritte Mediensektor in Oberösterreich. Eine Reichweiten- und Potenzialanalyse freier Radios & TV-Sender: Radio FRO 105.0, Freies Radio Salzkammergut, Freies Radio Freistadt, Freies Radio B138 und dorf.tv, Freier Rundfunk Oberösterreich (Radio FRO), Linz 2011, ISBN 978-3-200-02445-8, (auch full text online), abgefragt am 18. April 2023.
- (mit anderen) Linzer Kulturstadtteile heute: Situation und Perspektiven neu. Allgemeine Überlegungen und spezielle Themen, Linz 09 GmbH, Linz 2009, (auch online), abgefragt am 17. September 2016.
- (mit anderen) Lagebericht: Bildung und Beschäftigung in der oö. Tourismus- und Freizeitwirtschaft., WKOÖ Sektion Tourismus und Freizeitwirtschaft, Linz 2007, (auch online), abgefragt am 17. September 2016.
- (mit anderen) Niedrigqualifizierte in Oberösterreich – der Weg in die Weiterbildung., Amt der oö. Landesregierung, Linz 2005, (auch online), abgefragt am 17. September 2016 (= Mörth 2005).
- (Herausgeber) Festival-Landschaft Salzkammergut, Institut für Kulturwirtschaft, Linz 2000; 3 Bände: (Bd. 1) Grundlagen des Angebots (auch online); (Bd. 2) Grundlagen der Nachfrage (auch online); (Bd. 3) Machbarkeitsanalyse (auch online), alle abgefragt am 2. März 2023. Forschungsberichte, Institut für Kulturwirtschaft, Universität Linz, Linz 2000.
- (Herausgeber) Kunst und Tourismus im ländlichen Raum. Chancen und Risiken., KUWI-Verlag, Linz 1999, ISBN 3-902050-00-4.
- (Hg. mit Gerhard Fröhlich) Symbolische Anthropologie der Moderne. Kulturanalysen nach Clifford Geertz, Campus-Verlag, Frankfurt/Main – New York 1998, ISBN 3-593-35890-5.
- (Hg. mit Birgit Brandner & Kurt Luger) Kulturerlebnis Stadt. Theoretische und praktische Aspekte der Stadtkultur., Picus Verlag, Wien 1994, ISBN 3-85452-124-3.
- (Hg. mit Gerhard Fröhlich) Das symbolische Kapital der Lebensstile. Zur Kultursoziologie der Moderne nach Pierre Bourdieu, Campus-Verlag, Frankfurt/Main & New York 1994, ISBN 3-593-34964-7.
- (Hg. mit Helmut Kuzmics) Der unendliche Prozeß der Zivilisation. Zur Kultursoziologie der Moderne nach Norbert Elias, Campus Verlag, Frankfurt/Main & New York 1991, ISBN 3-593-34481-5.
- (mit Alberto Bondolfi, Roberto Cipriani, Jürgen Habermas, Benjamin R. Mariante, Roberto Vinco) La teoria critica della religione. Il fenomeno religioso nell' analisi della Scuola di Francoforte., Edizioni Borla, Roma 1986, ISBN 88-263-0623-0.
- (Hg. mit Friedrich Fürstenberg) Zeit als Strukturelement von Lebenswelt und Gesellschaft., Universitätsverlag Rudolf Trauner, Linz 1986, ISBN 3-85320-373-6.
- (Hg. mit Wilhelm Rausch): Kultur im Lebensraum Stadt. Theoretische und empirische Perspektiven am Beispiel Linz/D. Universitätsverlag Rudolf Trauner, Linz 1986, ISBN 3-85320-372-8.
- Lebenswelt und religiöse Sinnstiftung. Ein Beitrag zur Theorie des Alltagslebens. tuduv-Verlagsgesellschaft, München 1986, ISBN 3-88073-192-6.
- (mit Franz Wagner u. a.) Bildung neben Beruf. Ergebnisse einer Untersuchung verschiedener Wege zur Studienberechtigung auf dem Zweiten Bildungsweg, Universitätsverlag R. Trauner, Linz 1982, ISBN 3-85320-276-4.
- (mit Manfred Wagner, Hans Heinz Fabris, Franz Wagner) KULTUR – über alle? gegen alle? für alle? Animation am Beispiel der ars electronica des Linzer Brucknerfestes, Universitätsverlag R. Trauner, Linz 1982, ISBN 3-85320-256-X.
- Die gesellschaftliche Wirklichkeit von Religion. Grundlegung einer allgemeinen Religionstheorie. Kohlhammer Verlag, Stuttgart etc. 1978, ISBN 3-17-004359-5.

### Artikel und Buchbeiträge
- Donaustrand und Heiliges Land. Auf den Spuren von Pilgern, Forschungsreisenden und Kreuzfahrern in Linz, in: »Im Land des Herrn«. Franziskanische Zeitschrift für das Heilige Land (hg.: Kommissariate des Heiligen Landes im deutschen Sprachraum, München), 78. Jahrgang 2024, Nr. 3.
- Knotenpunkte für Wissen, Kommunikation und Identität, in: OPAC – Fachzeitschrift für Bibliothekare in OÖ, (ISSN 1864-2950, Vol. 5, Nr. 3 (2015), S. 26–27.
- (mit Doris Baum, Michaela Gusenbauer, Bernhard Hofer, Claudia Pass) Gemeinde-Identität und Gemeinde-Bewusstsein als Faktor bei möglichen Gemeindezusammenlegungen im Raum Linz, in: Friedrich Klug (Hrsg.): Verwaltungsreform durch Lösung der Stadt-Umlandproblematik, ikw – Kommunale Forschung in Österreich, Bd. 117, Linz 2009, ISBN 978-3-902493-04-0.
- Contingency (religious studies) In: Hans Dieter Betz, Don S. Browning, Bernd Janowski, Eberhard Jüngel (Hrsg.): Religion past and present. Encyclopedia of theology and religion, Brill editors, Boston/USA & Leiden 2008, vol. 3 (Chu-Deu), ISBN 978-90-04-13979-4.
- Wissensspeicher, Suchmaschinen und Orte des Lernens. Zur Zukunft der Bibliotheken im Bildungssystem. In: Christian Enichlmayr (Hrsg.): Bibliotheken – Fundament der Bildung, Tagungsband 28. Österreichischer Bibliothekartag, Oö. Landesbibliothek & Bibliothek der Provinz, Linz & Weitra 2005, ISBN 3-85252-684-1, (auch online), abgefragt am 17. September 2016.
- Fremdheit, wohldosiert. Tourismus als Kultur der kontrollierten Begegnung mit dem Fremden. In: TRANS. Internet-Zeitschrift für Kulturwissenschaften – Internet Journal for Cultural Studies – Revue électronique de recherches sur la culture (ISSN 1560-182X), Nr. 15 (2003/2004), (auch online), abgefragt am 17. September 2016 (= Mörth 2003).
- „Hier in Österreich hat man immerhin den Vorteil, dass wahre Gegner an der Macht sind und keine falschen Freunde.“ Pierre Bourdieu und Österreich – einige posthume Notizen. In: Österreichische Zeitschrift für Soziologie (ISSN 1011-0070), 27. Jg. (2002), Heft 3, (auch online), abgefragt am 22. September 2016 (= Mörth 2002).
- UTOPIA 2001: Space Odysseys as Religion. In: Organdi Quarterly. An online peer-reviewed interdisciplinary journal (ISSN 1630-7712), No. 3, October 2001, (auch online), abgefragt am 17. September 2016 (= Mörth 2001).
- Kunst im Spannungsfeld von Tourismus und ländlichem Raum. Die „Kunst des Urlaubs“ in Schwarzenberg am Böhmerwald. In: Ingo Mörth (Hrsg.): Kunst und Tourismus im ländlichen Raum. Chancen und Risiken, KUWI-Verlag, Linz 1999, ISBN 3-902050-00-4, (auch online), abgefragt am 17. September 2016 (= Mörth 1998b).
- Auf die Dosis kommt es an: Tourismus als Dünger regionaler Kultur. In: Tourismus Journal. Zeitschrift für tourismuswissenschaftliche Forschung und Praxis, ISSN 1433-5948, 1. Jg. (1997), Heft 3–4, (auch online), abgefragt am 17. September 2016 (= Mörth 1997).
- Kulturbetriebslehre: Grundsatzüberlegungen zu Gegenstand und Methodik. In: Wolfgang Kemmetmüller, Heinz Kotek, Monika Petermandl (Hrsg.): Erfolgspotentiale für Klein- und Mittelbetriebe. Festschrift für Walter Sertl zum 65. Geburtstag, Universitätsverlag Rudolf Trauner, Linz 1995 (ISBN 3-85320-752-9), (auch online), abgefragt am 17. September 2016 (= Mörth 1995).
- Interaktion & Kommunikation. In: Hubert Cancik, Burkhard Gladigow, Karl-Heinz Kohl (Hrsg.): Handbuch religionswissenschaftlicher Grundbegriffe Band III, Kohlhammer Verlag, Stuttgart 1993, ISBN 3-17-009555-2 (= Mörth 1993).
- Elements of Religious Meaning in Science-Fiction-Literature In: Social Compass. International Review of Sociology of Religion / Revue internationale de sociologie de la religion, (ISSN 0037-7686), vol. XXXIV (1987) Heft 1, S. 87–108 (= Mörth 1987).
- Zwischen Aberglaube und Ideologie. Aspekte von Alltagsreligiosität am Beispiel Österreich. In: Michael Ebertz, Franz Schultheis (Hrsg.): Volksfrömmigkeit in Europa. Beiträge zur Soziologie popularer Religiosität aus 14 Ländern, Christian Kaiser Verlag, München 1986 (ISBN 3-459-01594-2).
- Religionssoziologie als Kritische Theorie. In: Karl-Fritz Daiber, Thomas Luckmann (Hrsg.): Religion in den Gegenwartsströmungen der deutschen Soziologie, Christian Kaiser Verlag, München 1983, ISBN 3-459-01513-6, S. 38–85 (= Mörth 1983).
- La sociologie de la religion comme Théorie Critique (L'École de Francfort). In: Social Compass. International Review of Sociology of Religion / Revue internationale de sociologie de la religion (ISSN 0037-7686), vol. XXVII (1980) Heft 1.
- mit Friedrich Fürstenberg) Religionssoziologie, in: René König (Hrsg.): Handbuch der empirischen Sozialforschung, Band 14: Religion, Bildung, Medizin, Ferdinand Enke Verlag, Stuttgart 1979, ISBN 3-432-89382-5, S. 1–84.